# Christopher Liljewall
Christopher Liljewall, född 27 december 1989, är en svensk ishockeyspelare som spelar för Timrå IK. Han har tidigare representerat Rögle BK, där han även var lagkapten under två säsonger och assisterande lagkapten under tre säsonger, samt Brynäs IF. Samt även Södertälje SKdär har också var lagkaptenen

## Klubbar
- Rögle BK Nuvarande Klubb
- Växjö Lakers
- Helsingborg HC
- Rögle BK Moderklubb